# Maruoka Hideko

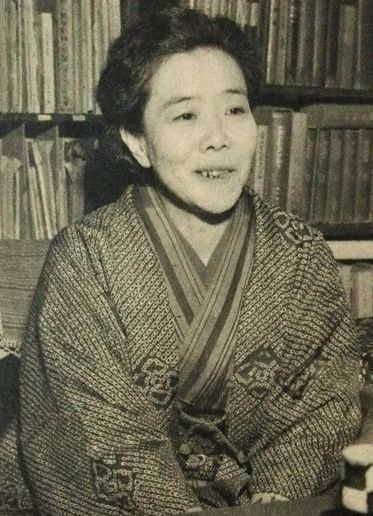
Maruoka Hideko, 1954

Maruoka Hideko (japanisch 丸岡 秀子, verheiratet Ishii Hide; geboren 5. Mai 1903 in Usuda in der Präfektur Nagano; gestorben 25. Mai 1990) war eine japanische Gesellschaftskritikerin und Feministin.

## Leben und Wirken
Maruoka Hideko war die ältere Schwester des Politikers Ide Ichitarō (井出一太郎; 1912–1996) und des Schriftstellers Ide Magoroku (井出 孫六; 1931–2020). 1923 machte sie ihren Schulabschluss auf der „Nara Women’s Higher Normalschool“ (奈良女子高等師範学校, Nara Joshi kōtō shihan gakkō), der Vorläufereinrichtung der heutigen „Frauenuniversität Nara“, an der sie später selbst unterrichtete. Sie arbeitete in der Umfrageabteilung der „Sangyō Kumiai Chūōkai“ (産業組合中央会), der „Zentralen Vereinigung von Gewerkschaften in der Produktion“, um die Stellung der Frau auf dem Lande zu studieren. 1925 heiratete sie, vermittelt von Tomimoto Kenkichi, Maruoka Shigetaka (丸岡 重堯; * 1897), der 1929 früh verstarb. Maruokas wegweisendes Buch aus dem Jahr 1937 war „Nihon nōson fujin mondai“ (日本農村婦人問題), etwa „Probleme der Frauen in ländlichen Bezirken“.
Während des Zweiten Weltkriegs ging Maruoka mit ihrem zweiten Mann Ishii Tōichi (石井 東一) nach Peking und kehrte 1946 zurück. Nun beschäftigte sie sich mit Problemen der Ausbildung. So setzte sie sich ein für die Bildung von „Parent-Teacher-Associations“ (PTA). Sie unterrichtete an der Nikkyō sokyō kenshukai (日教組教研集会), einer Vereinigung für Weiterbildung der Lehrer, war Vorsitzende der „Nihon nōson fujin kyōkai“ (日本農村婦人協会), der Gesellschaft der Landfrauen Japans, Mitglied der „Tōkyōto shakai kyōiku-kai“ (東京都社会教育会), Beraterin der „Zenkoku nōkyō fujin-bu kyōgikai“ (全国農協婦人部協議会). 1955 war sie mit dabei, den „Kongress der japanischen Mütter“ (日本母親大会, Nihon hahaoya taikai) in Gang zu setzen.
Weitere Veröffentlichungen sind „Aru sengo seishin“ (ある戦後精神), „Jener Geist nach dem Kriege“, die Autobiografie in drei Bänden „Hitosuji no michi“ (ひとすじの道), „Der direkte Weg“, und „Fujin shisōkeisei-shi nōto“ (婦人思想形成史ノート), „Notizen  zur Geschichte der Gedankenwelt der Frauen“.